# Ben Lederman
Ben Lederman (hebräisch בן לדרמן; * 15. Mai 2000 in Los Angeles, Kalifornien) ist ein US-amerikanischer Fußballspieler israelisch-polnischer Abstammung. Seit 2020 steht der Mittelfeldspieler beim polnischen Erstligisten Raków Częstochowa unter Vertrag.

## Vereinskarriere

### Karrierebeginn in Kalifornien, Spanien und Florida
Ben Lederman wurde am 15. Mai 2000 in Los Angeles als Sohn zweier ausgewanderter Israelis geboren. In seiner Kindheit spielte er unter anderem Fußball für PB Los Ángeles. Bei einem Freundschaftsspiel zwischen einer kalifornischen U-10-Staatsauswahl und dem Benjamin-A-Akademieteam des FC Barcelona wurde Lederman von Scouts des spanischen Erstligisten entdeckt und nach Barcelona gelotst. Der Vater, Danny, arbeitete zu dieser Zeit als Kleinunternehmer; die Mutter, Tammy, als Immobilienmaklerin. Zusammen mit seinen Eltern und dem älteren Bruder, Dean, zog die Familie daraufhin nach Spanien, um die Laufbahn ihres jüngsten Nachwuchses zu unterstützen. Nach mehreren Jahren in der vereinseigenen Akademie La Masia kehrte Lederman 2015 in die Vereinigten Staaten zurück, wo er fortan an der IMG Academy in Bradenton, Florida, zum Einsatz kam. Grund für den Abgang bei den Spaniern war die Tatsache, dass Lederman im Jahr 2014 einer von neun Jugendspielern war, die illegal unter Vertrag genommen worden waren, was den Transferbestimmungen der FIFA widersprochen hatte, weshalb ihm ein weiterer Verbleib beim FC Barcelona untersagt worden war.
Seit 2014 hatte er kein offizielles Spiel mehr an der Akademie absolviert, durfte allerdings noch bis zum Sommer 2015 mit der Mannschaft mittrainieren, ehe ihm auch das untersagt wurde, nachdem von der FIFA angeordnet wurde, dass alle verbleibenden nicht teilnahmeberechtigten Jugendspieler des FC Barcelona nicht mehr in der Akademie des Vereins, La Masia, leben oder deren Einrichtungen nutzen dürfen. An der IMG Academy spielte er in der Saison 2015/16 für die U-15-/U-16-Mannschaft, für die er es in der regulären Saison auf 15 Meisterschaftseinsätze, davon zwölf von Beginn an, und sechs Tore brachte. Mit der Mannschaft bestritt er daraufhin auch noch drei Play-off-Partien. Nachdem er über ein polnischstämmiges Familienmitglied zu einem polnischen Pass – mittlerweile hatte er einen US-amerikanischen, einen israelischen und einen polnischen Pass – gekommen war, kehrte er im Winter 2016/17 wieder nach Barcelona zurück, wo er bis zum Sommer 2018 vorrangig in der U-18-Mannschaft der Akademie zum Einsatz kam. Da er für diese jedoch nur zu unregelmäßigen Einsätzen gekommen war, entschied er sich den Verein nach nur einer Saison wieder zu verlassen.

### Wechsel nach Belgien und Israel
Im Sommer 2018 tat sich für Lederman ein Wechsel nach Belgien, in die Jugendabteilung der KAA Gent, auf. Dort kam er bis zu seinem Abgang Anfang des Jahres 2020 nahezu ausschließlich in der U-21-Mannschaft mit Spielbetrieb in der belgischen Reserveliga zum Einsatz. Da dem mittlerweile 19-Jährigen keine Aussicht auf Einsätze in der Profimannschaft in der Division 1A gegeben wurde, verließ Ledermann Belgien im Januar 2020, um beim israelischen Erstligisten Beitar Jerusalem ein Probetraining zu absolvieren. Statt einem Wechsel in die israelische Hauptstadt wechselte Lederman im Februar 2020 zum israelischen Drittligisten Hakoah Amidar Ramat Gan nach Ramat Gan. Andere Profiklubs wie NAC Breda hatten zu dieser Zeit ebenfalls Interesse an Lederman gezeigt; das Probetraining im Sommer 2019 war für den gebürtigen US-Amerikaner jedoch nicht erfolgreich. Am 14. Februar 2020 gab der Mittelfeldakteur bei einer 0:1-Niederlage gegen Maccabi Sha’arayim sein Debüt in der zweigleisigen israelischen Drittklassigkeit, als er von Beginn an zum Einsatz kam und ab der 65. Spielminute durch Michael Ben Baruch ersetzt wurde. Sein Vertrag beim Klub wurde noch Ende des Monats in beidseitigem Einvernehmen aufgelöst, um dem jungen Mittelfeldakteur einen Wechsel zum polnischen Erstligisten Raków Częstochowa zu ermöglichen.

### Durchbruch in den Profifußball in Polen
Bereits am 26. Februar 2020 vermeldete der Klub aus der südpolnischen Stadt Częstochowa die Verpflichtung des 19-Jährigen bis zum 30. Juni 2020, mit der Option einer Vertragsverlängerung bis zum Sommer 2024. Bei Raków Częstochowa kam der Linksfuß, der zumeist auf der Position eines Zehners zum Einsatz kommt, jedoch erst nach der Unterbrechung des Spielbetriebs aufgrund der COVID-19-Pandemie zum Einsatz. Anfangs noch ohne Einsatz auf der Ersatzbank gab der mittlerweile 20 Jahre alte Lederman am 20. Juni 2020 bei einem 3:1-Heimsieg über Wisła Krakau sein Profidebüt, als er von seinem Trainer, Marek Papszun, in der 83. Spielminute für den späteren slowenischen A-Nationalspieler David Tijanić eingewechselt wurde. Nach einem weiteren Spiel ohne Einsatz wurde er in den restlichen fünf Meisterschaftsspielen der Saison 2019/20 teilweise sogar in der Startformation eingesetzt. Alle seine Einsätze absolvierte Ledermann mit seiner Mannschaft in der Abstiegsrunde der Ekstraklasa und konnte dabei mit dem Team den Klassenerhalt sichern. Nachdem von den Vereinsverantwortlichen die Vertragsoption gezogen worden war, wurde Lederman bis zum Sommer 2024 an den Klub gebunden. In der Ekstraklasa 2020/21 waren Einsätze Ledermans anfangs rar; so wurde er bis zur Winterpause in lediglich vier Meisterschaftsspielen eingesetzt und war dabei zumeist nur über wenige Minuten auf dem Spielfeld. Erst ab März 2021 setzte ihn Marek Papszun vermehrt ein, sodass er auch erste Einsätze über die volle Spieldauer absolvieren konnte. Am Saisonende rangierte er mit dem Klub mit fünf Punkten Rückstand auf den Meister Legia Warschau auf dem zweiten Tabellenplatz und hatte es selbst auf 13 Meisterschaftseinsätze gebracht. Zu drei weiteren Einsätzen hatte er es im polnischen Fußballpokal 2020/21, den Raków Częstochowa nach einem 2:1-Finalsieg über Arka Gdynia am Ende auch gewann, gebracht. Lederman war im Finale in der Startelf und wurde erst in der 85. Spielminute durch Daniel Szelągowski ersetzt. Für den Verein war es mit dem Vizemeistertitel und dem Pokalsieg die erfolgreichste Spielzeit in seiner 100-jährigen Geschichte. Anfang Juli 2021 setzte sich die Mannschaft rund um Lederman auch noch im polnischen Supercup im Elfmeterschießen gegen den Meister aus der Hauptstadt durch.
Aufgrund des Pokalsieges aber auch aufgrund des zweiten Tabellenplatzes nahm Raków Częstochowa über den Platzierungsweg an der 2. Qualifikationsrunde zur UEFA Europa Conference League 2021/22 teil. Lederman verletzte sich jedoch bereits früh im ersten internationalen Spiel, einem 0:0-Remis gegen den FK Sūduva aus Litauen, und musste die nachfolgenden Wochen aufgrund eines Seitenbandrisses im Knie verletzungsbedingt pausieren. Seine Mannschaft schaffte in jeder Runde nur knapp in die nächste Spielrunde und schied erst in den Play-offs gegen den KAA Gent – nach einem 1:0-Sieg im Hinspiel – mit einem Gesamtergebnis von 1:3 aus. Nach knapp dreimonatiger Verletzungspause kehrte Lederman wieder in die Mannschaft zurück und agierte gleich von Beginn an als Stammkraft und wurde als solche vorrangig im defensiven Mittelfeld eingesetzt. Nachdem er am 27. November 2021 bei einem 4:0-Heimsieg über Zagłębie Lubin seine erste Assist beisteuern konnte, erzielte er nur eine Spielrunde später sein erstes Tor für die Polen, als er bei der 1:3-Auswärtsniederlage gegen Lechia Gdańsk den einzigen Treffer seiner Mannschaft machte. Wie bereits in der vorangegangenen Saison scheiterte der gebürtige US-Amerikaner mit seiner Mannschaft abermals knapp in der Meisterschaft und belegte mit Raków Częstochowa mit fünf Punkten Rückstand auf Lech Posen erneut den zweiten Platz. Bis zum Saisonende hatte es Lederman auf eine Bilanz von einem Treffer und zwei Assists bei 23 Meisterschaftseinsätzen gebracht. Hinzu kamen vier Einsätze und ein Tor im polnischen Fußballpokal 2021/22, den das Team Częstochowa zum zweiten Mal in Folge gewinnen konnte. Ebenso konnte das Team seinen Titel als Superpokalsieger verteidigen, indem Lech Posen mit 2:0 besiegt wurde.
In die Spielzeit 2022/23 startete Lederman noch als Stammkraft, kam in den ersten Saisonspielen, sowie den ersten Qualifikationsspielen zur UEFA Europa Conference League 2022/23 zum Einsatz, musste jedoch ab August 2022 eine erneute mehrwöchige Verletzungspause hinnehmen und verpasste damit erneut ein mögliches Weiterkommen in der Conference-League-Quali, die für Raków Częstochowa abermals in den Play-offs endete. Nachdem er Anfang Oktober 2022 wieder in die Profimannschaft zurückgekehrt war, musste er sich bis zur Winterpause 2022/23 ausschließlich mit Kurzeinsätzen von der Ersatzbank aus begnügen und kam zudem zu einem Einsatz für die zweite Mannschaft des Klubs in der viertklassigen 3. Liga. Aktuell (Stand: 30. Januar 2023) steht er mit seinem Klub an der Tabellenspitze der polnischen Erstklassigkeit und befindet sich mit der Mannschaft im Viertelfinale des polnischen Fußballpokals 2022/23.

## Nationalmannschaftskarriere
Erste Erfahrungen in einer Nationalauswahl des US-amerikanischen Fußballverbands sammelte Lederman in der U-15-Auswahl der Vereinigten Staaten. Im Jahr 2017 schaffte er auch den Sprung in den US-amerikanischen U-17-Nationalkader und war ein Kandidat für den 21-köpfigen US-Kader, der im Oktober 2017 an der U-17-Weltmeisterschaft 2017 in Indien teilnahm, schaffte es am Ende jedoch nicht in die von John Hackworth trainierte Auswahl.
Im Mai 2021 wurde er zu einem Trainingscamp der polnischen U-21-Nationalmannschaft in Warka eingeladen. Später wurde er noch im gleichen Jahr für die beiden im November 2021 stattfindenden Qualifikationsspiele zur U-21-Europameisterschaft 2023 gegen Deutschland und Lettland in den U-21-Nationalkader geholt, kam jedoch in beiden Länderspielen nicht zum Einsatz. Stattdessen musste Lederman auf die nächsten Gruppenspiele der Qualifikation im März 2022 warten und gab schließlich am 24. März 2022 bei einem 2:2-Remis gegen Israel sein Teamdebüt für Polens U-21, als er in der 89. Spielminute für Łukasz Poręba auf den Rasen kam. Im nachfolgenden Gruppenspiel gegen Ungarn wurde der gebürtige Kalifornier nicht berücksichtigt, kam aber in den beiden letzten Gruppenspielen der EM-Qualifikation gegen San Marino und Deutschland zum Einsatz und beendete die Qualifikation mit Polen auf dem dritten Platz der Gruppe B, womit es Polen nicht in die EM-Endrunde schaffte.

## Erfolge
Raków Częstochowa
- Vizemeister der Ekstraklasa: Ekstraklasa 2020/21 und 2021/22
- Polnischer Pokalsieger: 2020/21 und 2021/22
- Polnischer Superpokalsieger: 2021 und 2022